# Balthasar Ferdinand Moll
Balthasar Ferdinand Moll (Innsbruck, 4 de janeiro de 1717 – Viena, 3 de março de 1785) foi um renomado escultor austríaco. 
Durante o reinado de Maria Teresa, Moll trabalhou principalmente para a corte de Viena. É mais conhecido por criar cerca de 20 suntuosos sarcófagos em estilo rococó, feitos de chumbo, estanho e bronze, destinados ao túmulo da família imperial na Cripta Imperial de Viena.

## Biografia
Moll nasceu em 1717, em Innsbruck e veio de uma tradicional família de escultores do Tirol. Era filho de Nikolaus Moll e de Anna Maria Fries (1681–1768), uma cidadã de Innsbruck. Seu pai tinha um ateliê na cidade e trabalhava como entalhador, atendendo, entre outros, a corte e as autoridades regionais do Tirol.
Balthasar tinha oito irmãos, dois dos quais também seguiram carreira como escultores: Johann Nikolaus (1709–1743) e Anton Cassian (1722–1757). Seu irmão mais velho, Johann Nikolaus Moll von Blumeneck, foi responsável por criar os sarcófagos de Maria Isabel, Maria Carolina e Carlos VI, que mais tarde foram remodelados por Balthasar na Cripta Imperial. Já Anton Cassian era especialista em gravura de moedas e medalhas, chegando ao título de mestre em sua arte, onde criou diversos medalhões de bronze para a corte de Viena.

## Carreira
Moll recebeu sua formação inicial no ateliê de seu pai. Mais tarde, estudou na Academia de Belas-Artes de Viena, onde teve como professor Matthäus Donner, irmão de Georg Raphael Donner. Em 1741, já estava matriculado na e em 1745 foi premiado com a Medalha de Ouro da instituição. Entre 1751 e 1765, Moll também atuou como professor de escultura na mesma academia.
Durante o reinado de Maria Teresa, Moll recebeu diversos trabalhos encomendados pela corte. Além de criar peças de grande ostentação, como carruagens e trenós luxuosos, ele foi responsável por produzir vários sarcófagos rococó suntuosos para membros da família imperial, sepultados na Cripta Imperial do Mosteiro dos Capuchinhos, em Viena.

## Principais obras

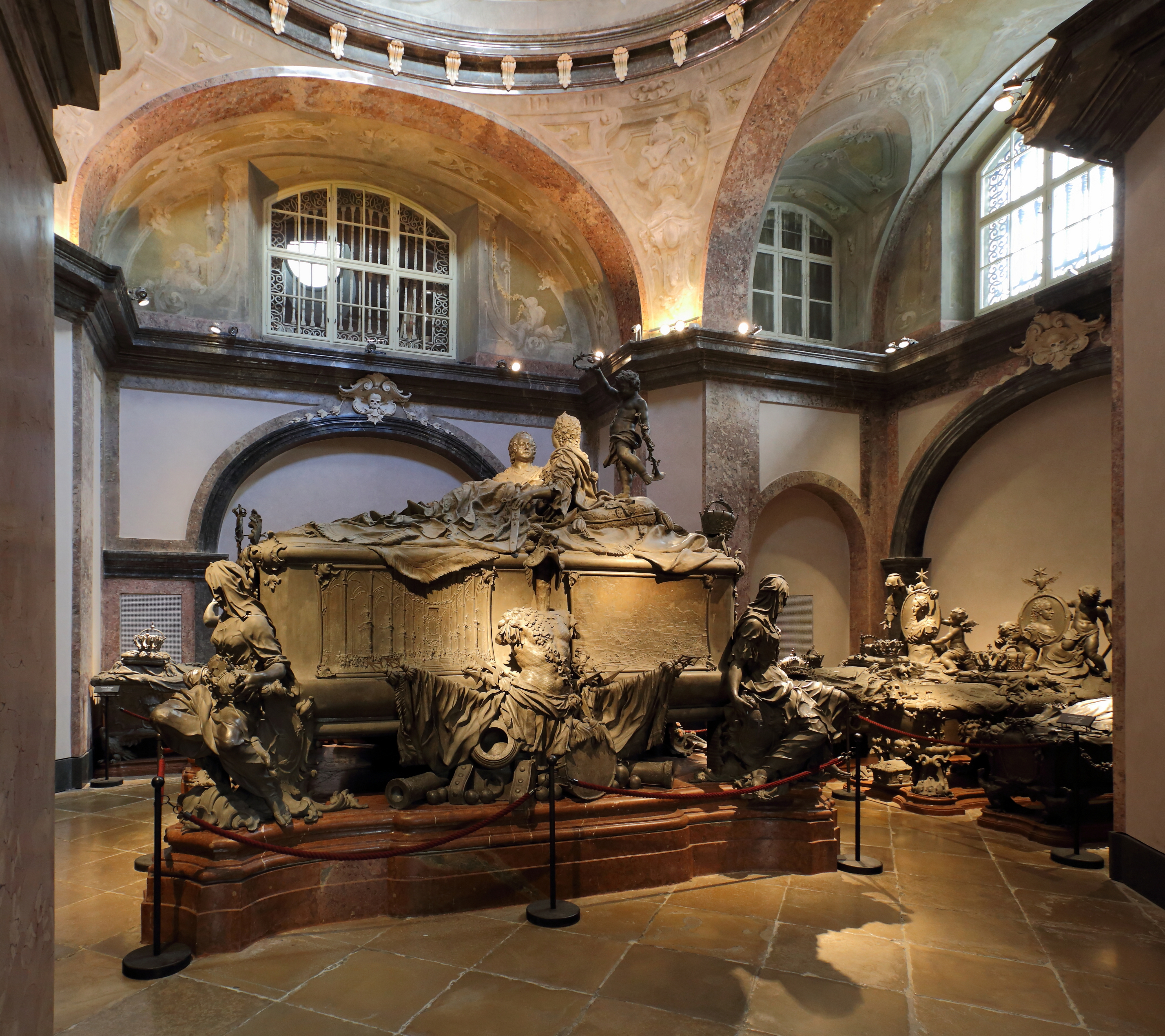
Cripta Imperial do Mosteiro dos Capuchinhos, em Viena, sarcófago de Maria Teresa e Francisco I. © C.Stadler/Bwag

A primeira encomenda de Moll para a imperatriz Maria Teresa foi, em 1748, o sarcófago ornamentado para a arquiduquesa Maria Carolina. No entanto, sua obra-prima é o majestoso sarcófago duplo de Maria Teresa e do imperador Francisco I Estêvão, concluído em 1754 e localizado na Cripta Imperial dos Capuchinhos, em Viena.
O sarcófago impressiona por suas dimensões: mais de três metros de comprimento e cerca de dois metros de largura. Suas laterais são adornadas com relevos que retratam cenas marcantes da vida do casal imperial: a entrada triunfal em Florença como grão-duques da Toscana, a coroação de Francisco Estêvão em Frankfurt, a coroação de Maria Teresa como rainha da Boêmia em Praga e sua cerimônia de coroação em Pressburg (atual Bratislava).
No topo do sarcófago, duas esculturas em tamanho real do casal imperial estão posicionadas de frente um para o outro, enquanto um pequeno anjo (putto) segura uma coroa de estrelas sobre eles. Nas quatro extremidades, há figuras alegóricas de gênios em luto, cada um portando coroas e brasões que representam os títulos mais importantes do casal: Sacro Império Romano-Germânico, Hungria, Boêmia e Jerusalém.
Na mesma época, Moll também remodelou os sarcófagos do imperador Carlos VI, de sua esposa, a imperatriz Isabel Cristina, e do imperador José I. Essas peças destacam, principalmente, cenas relacionadas à Guerra de Sucessão Espanhola.
Em 1768, Moll criou estátuas de chumbo de São Francisco de Assis e Santa Teresa de Ávila para a Hofkirche em Innsbruck e também produziu outras estátuas de chumbo para o altar principal da Catedral de Gurk.
Entre suas obras mais destacadas estão as esculturas equestres: uma do imperador José II (1776/77, localizada em Laxemburgo) e outra do imperador Francisco I (1781, no Burggarten de Viena). Moll também criou uma estátua equestre do marechal Joseph Wenzel, Príncipe de Liechtenstein.
Além disso, uma estátua de mármore do imperador Francisco II, atualmente exibida na Galeria Austríaca do Palácio Belvedere, é frequentemente atribuída a ele.

## Morte
Moll morreu em Viena, em 3 de março de 1785, aos 68 anos.

## Galeria

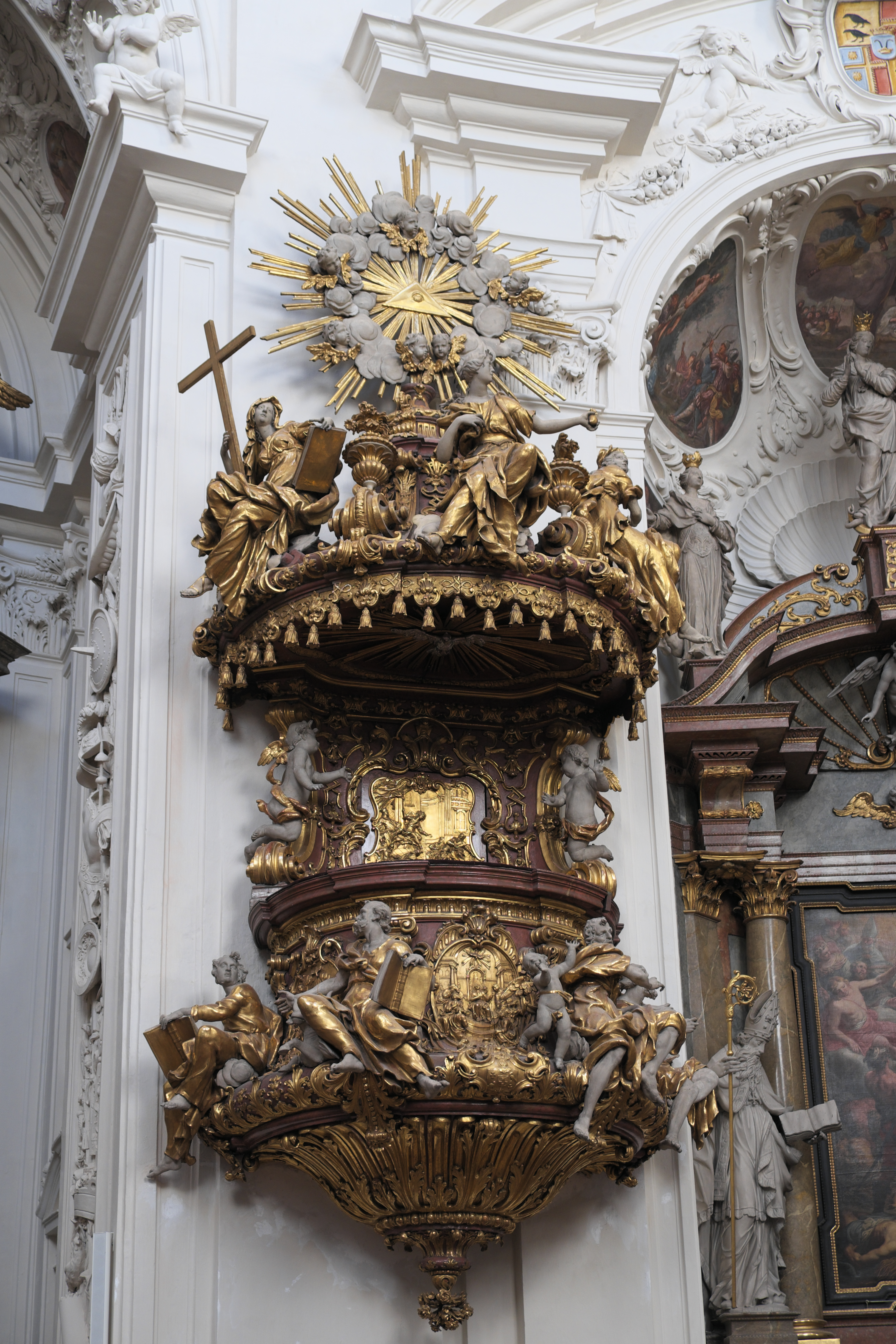
Púlpito da Igreja dos Servitas, em Viena
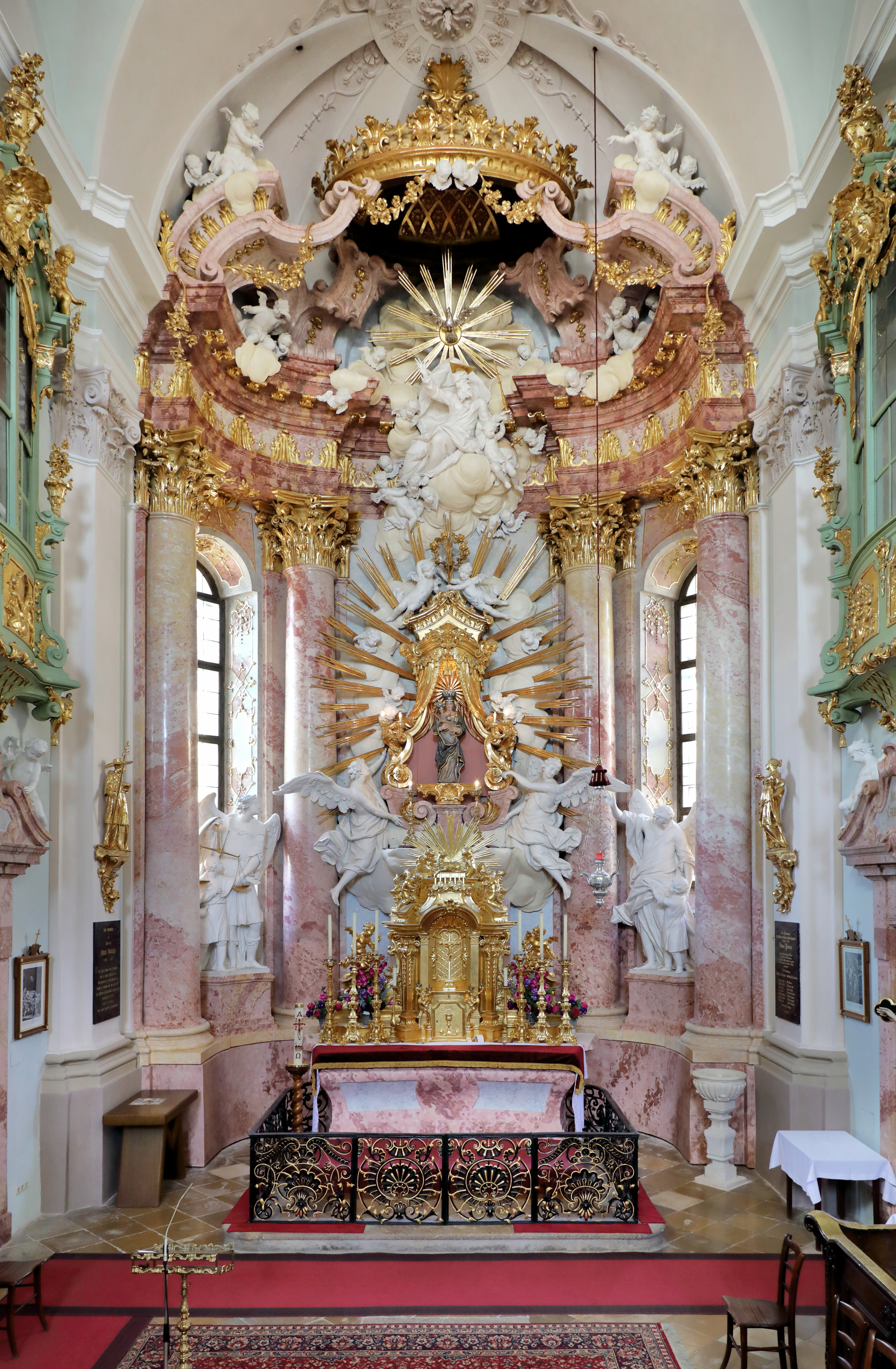
altar da Igreja de Peregrinação de Hafnerberg
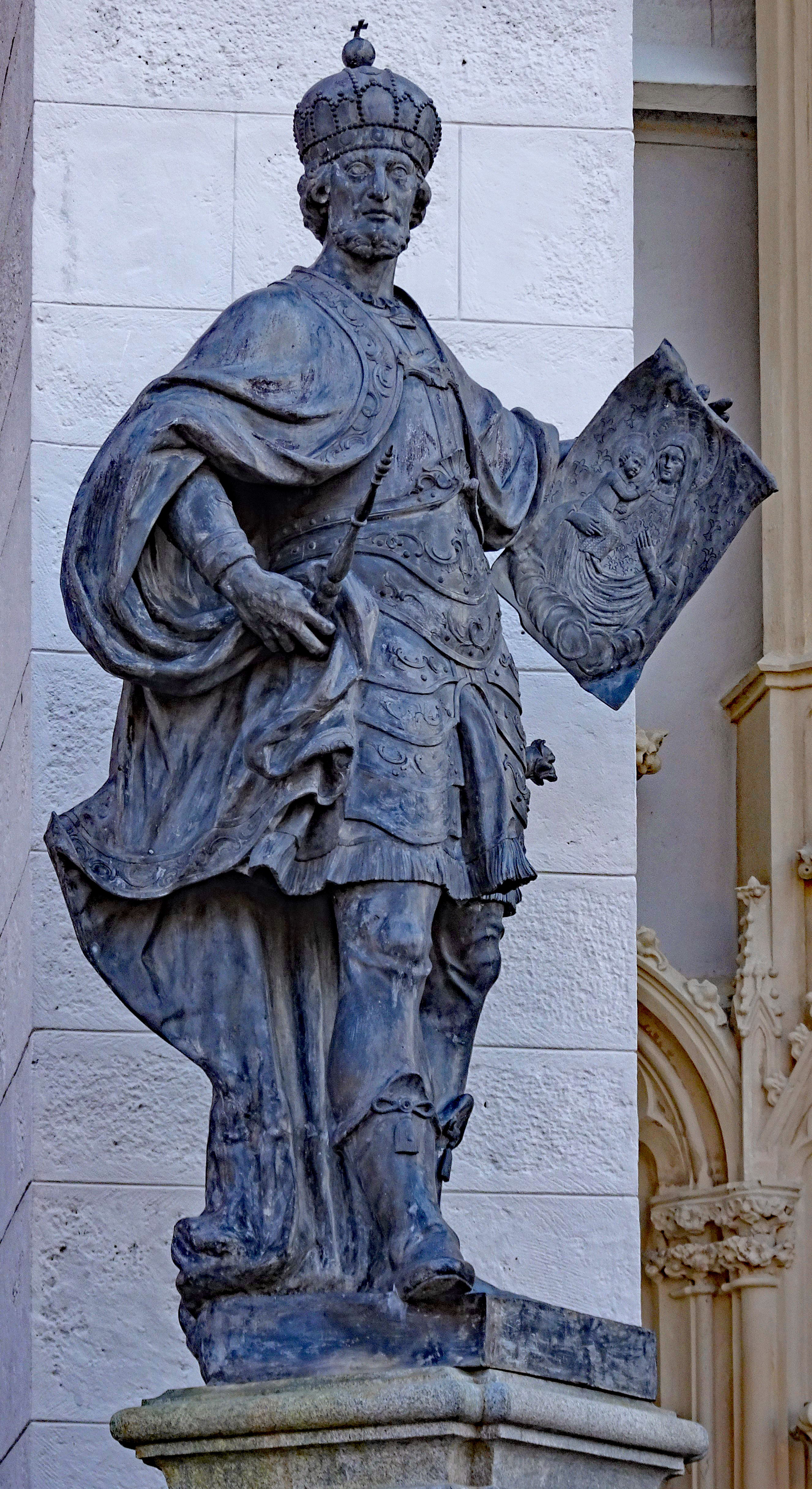
Estátua do rei Luís I da Baviera diante da Basílica de Mariazell
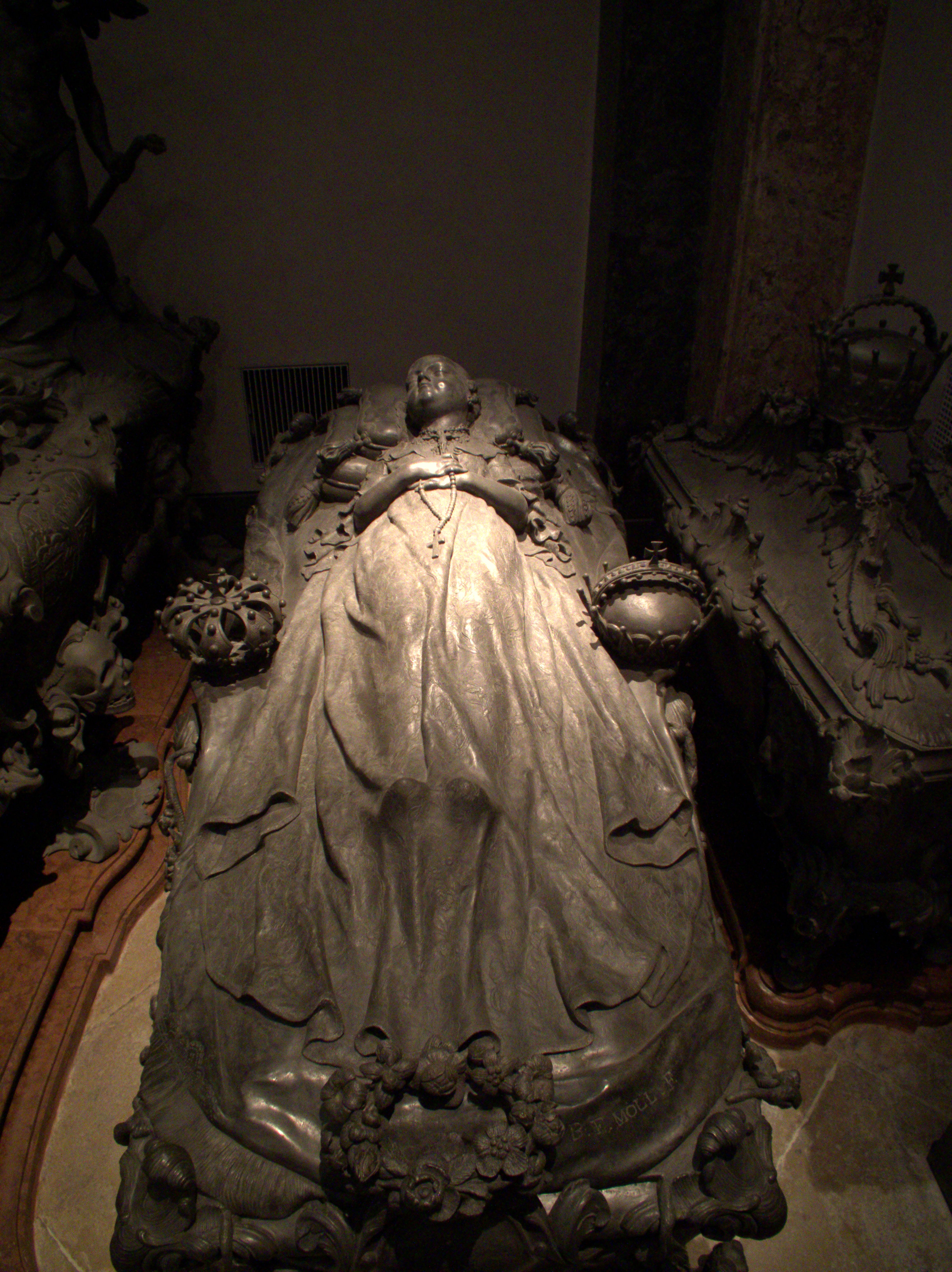
Sarcófago da arquiduquesa Maria Tereza da Áustria (1762-1770)
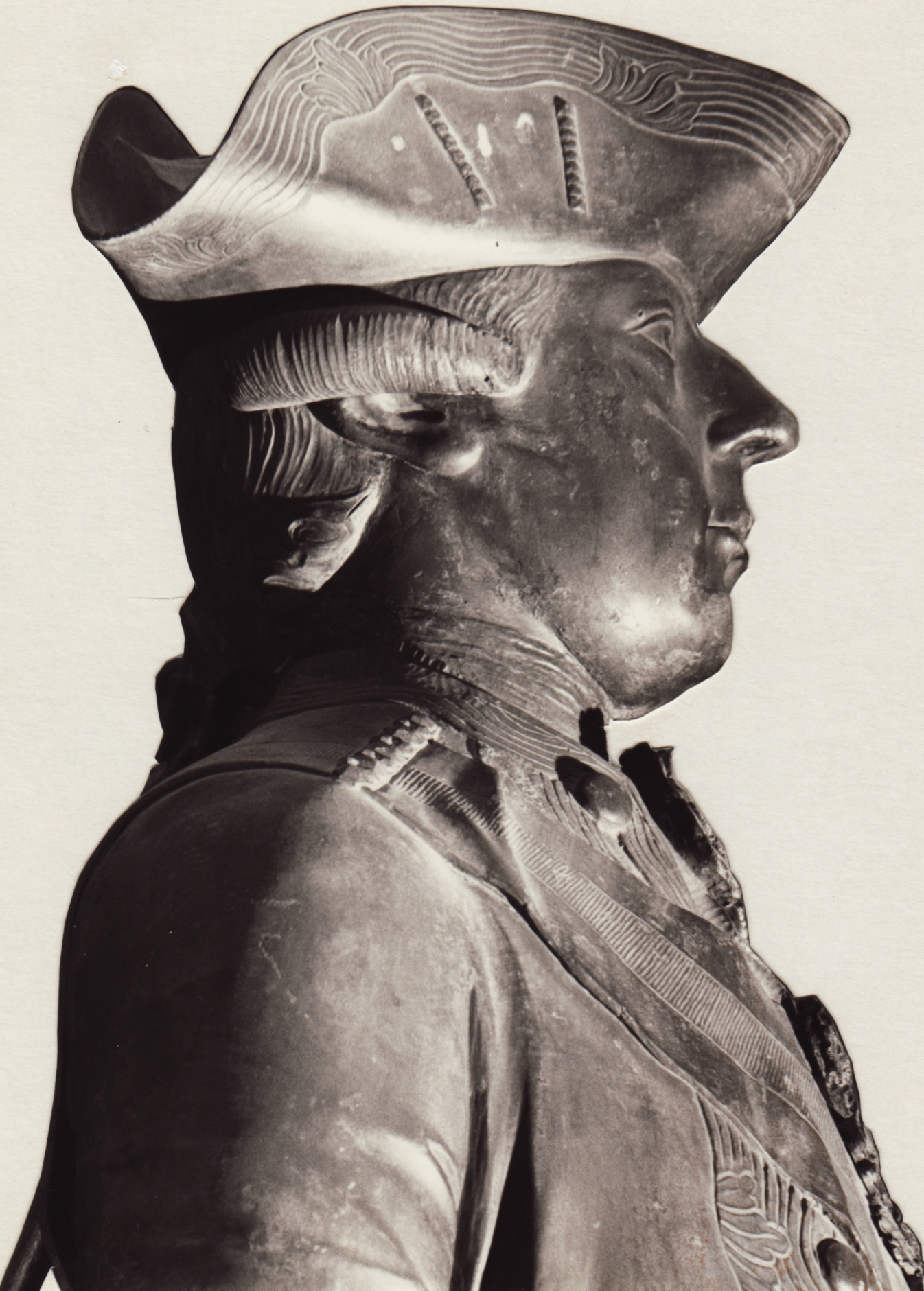
Detalhe da Estátua Equestre do Imperador José II
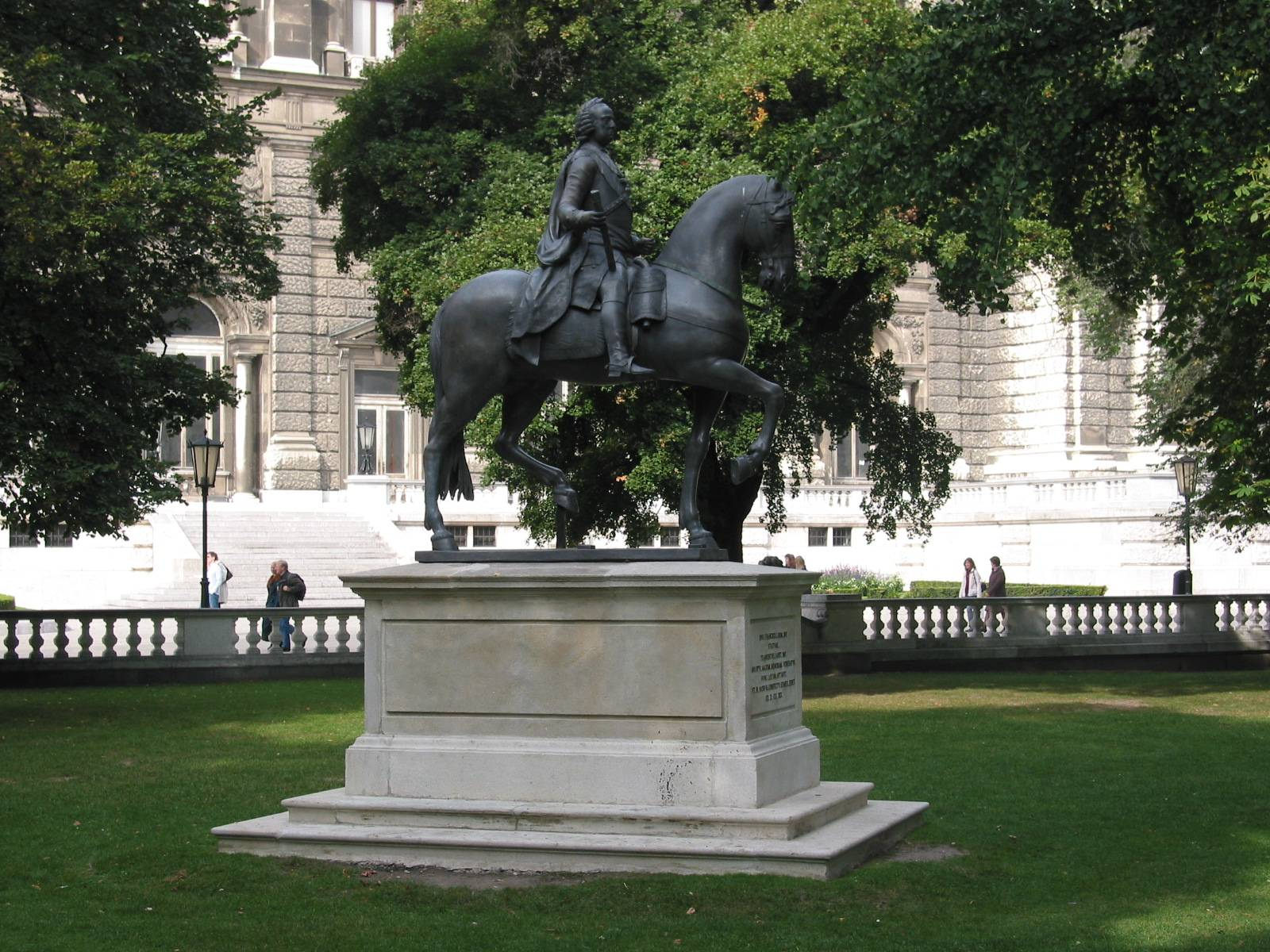
Estátua do rei Francisco I Estêvão da Lorena, em Viena
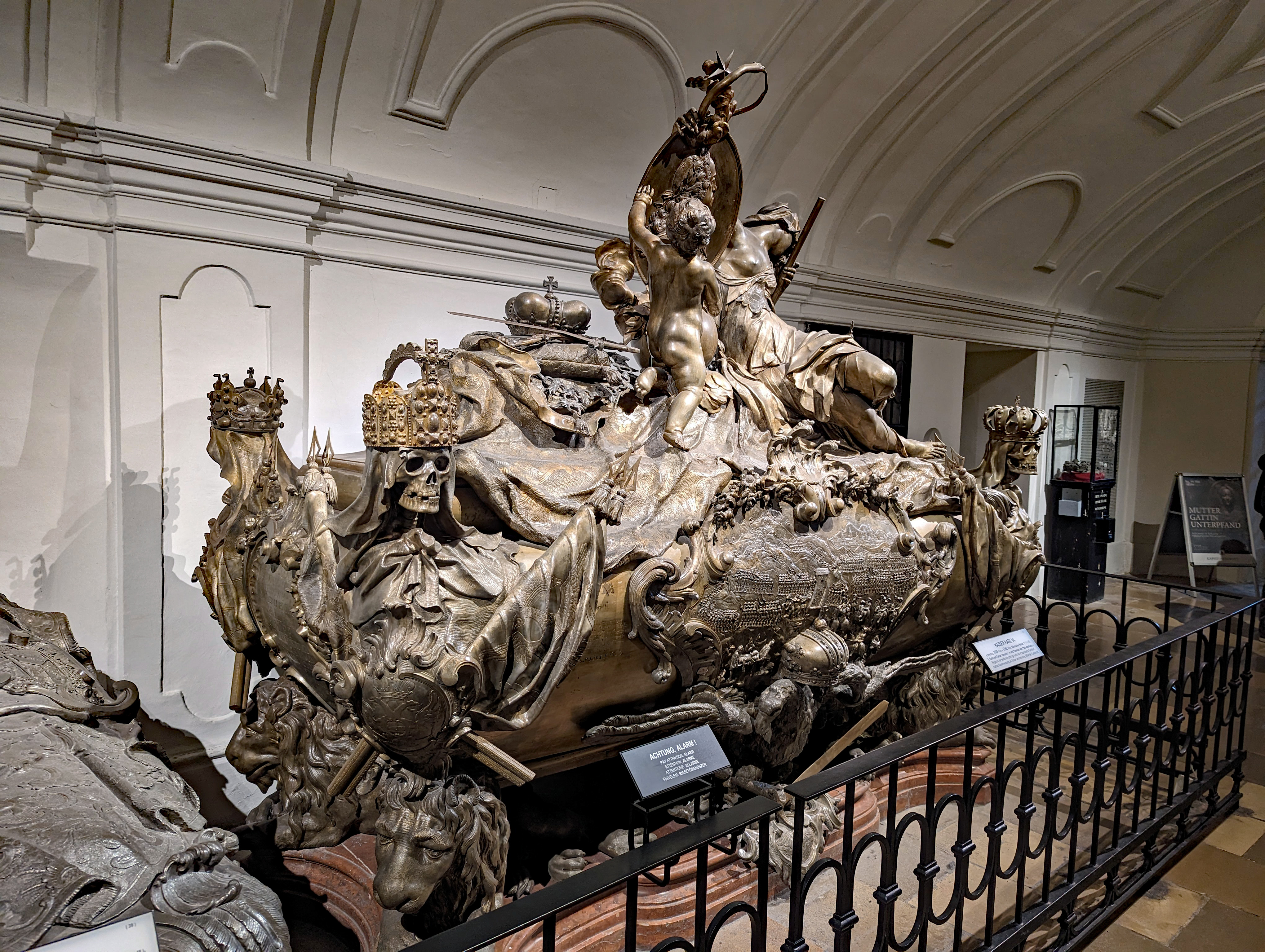
Sarcófago do Imperador Carlos VI na Cripta Imperial
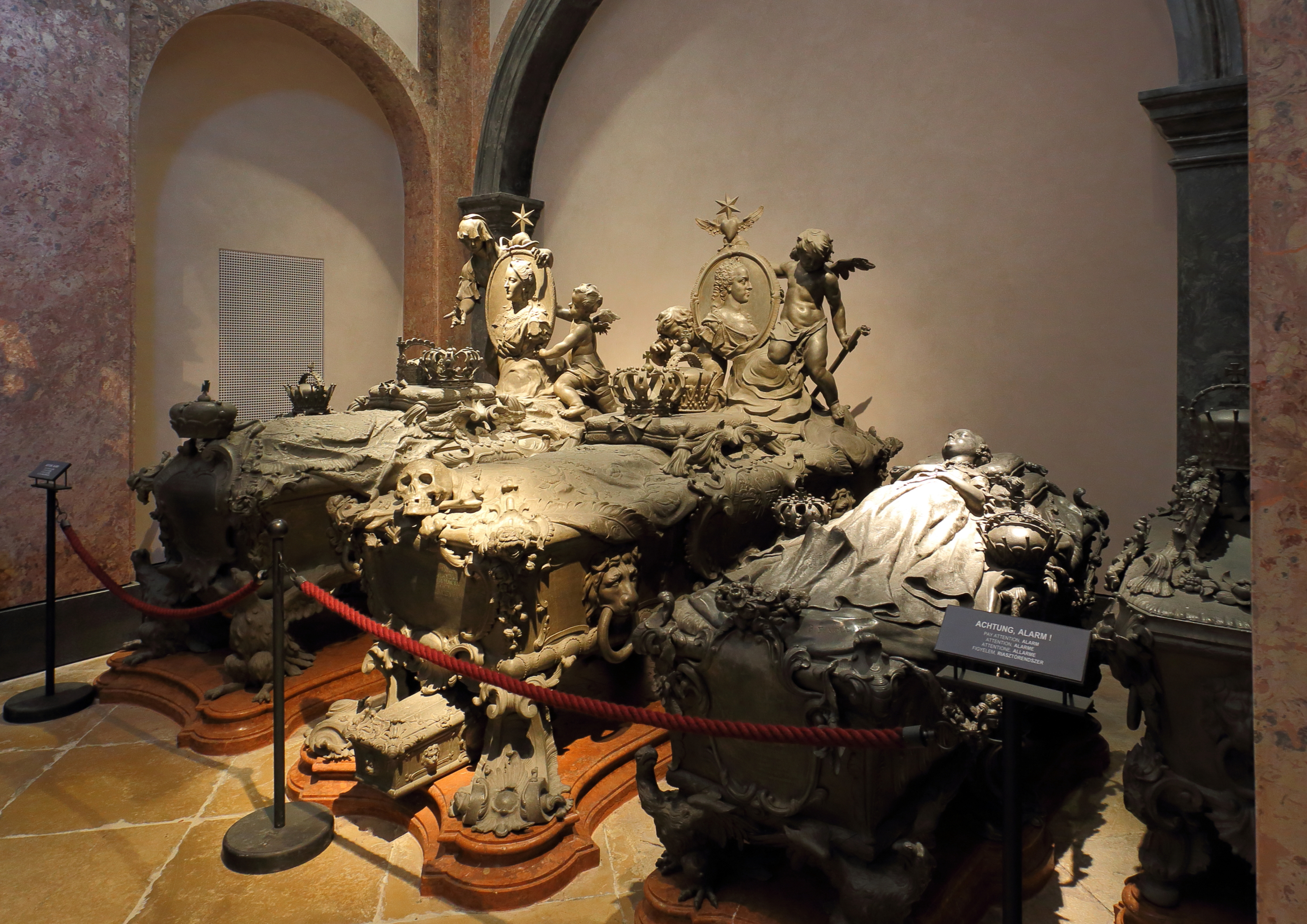
Três sarcófagos criados por Moll na cripta imperial
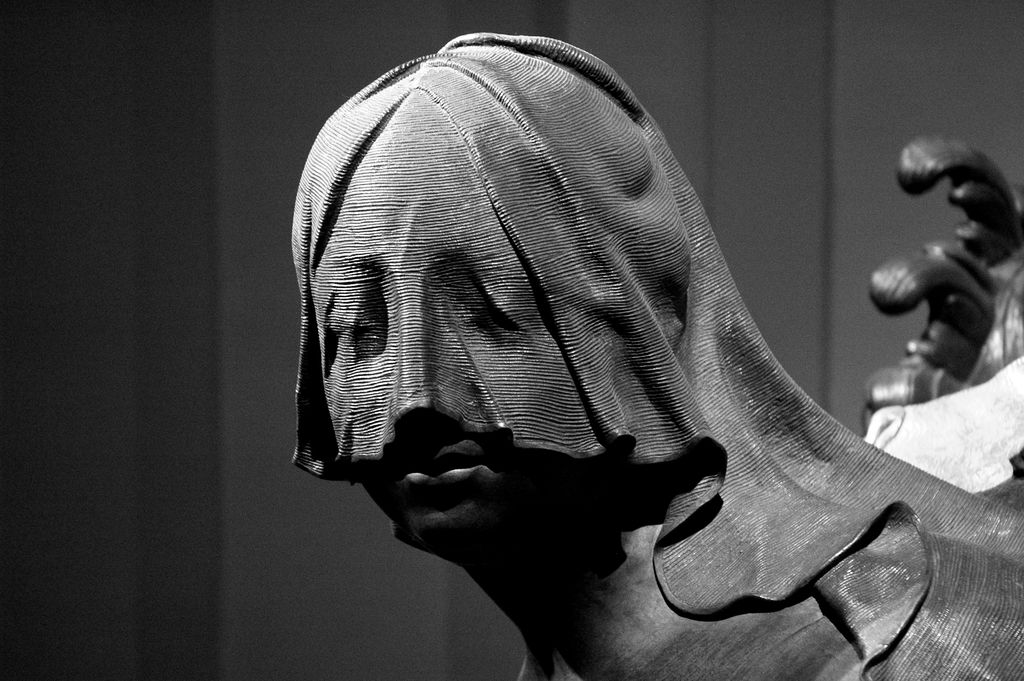
Detalhe do sarcófago da imperatriz Isabel Cristina de Brunsvique-Volfembutel
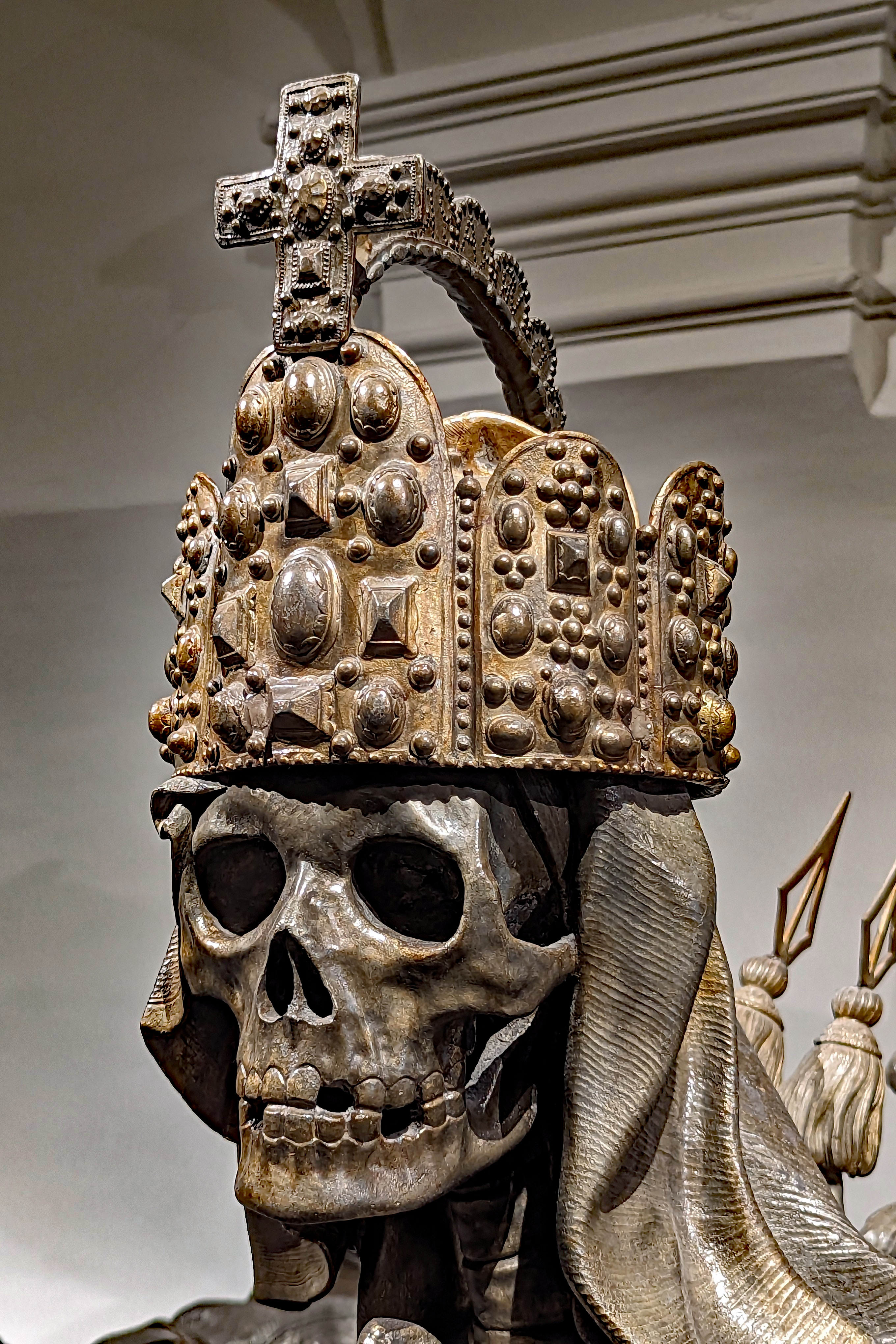
Detalhe do sarcófago do imperador Carlos VI.